# 卡爾瓦科查湖 (利亞塔區)
9°37′50″S 76°59′52″W / 9.63056°S 76.99778°W
卡爾瓦科查湖（Qarwaqucha），是秘魯的湖泊，位於該國中部瓦努科大區，由瓦馬利埃斯省的利亞塔區負責管轄，處於亞納科查湖和薩克拉科查湖西南面。